# 설종
설종(薛綜, ? - 243년)은 중국 삼국 시대 동오의 관료·문장가로, 자는 경문(敬文)이며 예주 패군 죽읍현(竹邑縣) 사람이다.

## 출신
선조는 설읍에 봉해진 제나라의 맹상군으로, 진나라가 6국을 멸망시키면서 맹상군의 제사도 끊기고 자손은 각지로 흩어졌다. 전한이 중국을 통일한 후, 맹상군의 자손을 찾아, 능(陵)과 국(國)이라는 사람을 찾아 봉해주려 했다. 능과 국 형제는 서로 추천하고 받지 않고 죽읍으로 떠나, 옛 봉읍을 따라 성을 “설”이라 했다. 설종은 국의 후예다.

## 행적
어려서 교주로 피란하여, 유희(劉熈)에게서 학문을 배웠다. 사섭이 손권에게 복종한 후에, 손권의 부름을 받아 오관중랑장이 되었고, 합포·교지태수를 역임했다. 교주자사 여대를 따라 바다를 건너 남정하여 구진군에까지 미쳤다. 일이 끝나자 서울로 돌아와 알자복야가 되었다. 촉에서 온 사신 장봉(張奉)이 감택의 이름을 가지고 놀리자, 설종은 촉(蜀) 자를 분해하여 조롱하였고, 장봉의 힐문을 받자 오(吳) 자를 분해하여 오나라를 높였다.
여대가 교주자사를 마치자, 설종은 여대의 뒤를 이을 자가 없음을 걱정하여 상소를 올렸다. 이 상소문은 설종전에 남아 있는데, 후한 말 유표와 오거 등의 움직임, 사섭 일가의 몰락, 지방 풍습과 민심 등을 담고 있다.
황룡 3년(231년), 건창후 손려가 진군대장군이 되어 반주에 주둔하자 설종은 그 장사가 되었다. 가화 원년(232년) 손려가 죽자 적조상서를 지내고 상서복야로 전임되었다. 공손연이 오나라에 항복했다가 배반하여 손권이 분노하여 공손연을 치려 하자, 이를 반대하는 상소를 올렸다.
손권이 명령을 내려 축조문을 짓되 통용되는 문장을 쓰지 말라고 하자, 설종은 조서에 따라 글을 지었는데 그 언사가 찬란했다. 손권이 이를 보고 2편을 더 지어 3편으로 한 묶음을 만들게 하자, 설종은 이를 모두 완전히 새로 써 칭찬받았다.
적오 3년(240년), 그 자신은 고담에게 사양했으나, 선조상서로 승진했다. 동 5년(242년)에는 태자소부가 되었고, 선조상서의 임무는 계속 겸임했다. 동 6년(243년) 봄에 죽었다.

## 저술
수만 말의 시, 부, 의론을 남겨, 이를 《사재(私載)》라 하였다. 또 《오종도술(五宗圖述)》을 지었고, 장형의 《이경부》의 해석인 《이경해》를 지었다

## 같이 보기
- 삼국지 인물 목록